# DW Андромеды
DW Андромеды (лат. DW Andromedae) — двойная затменная переменная звезда (E) в созвездии Андромеды на расстоянии приблизительно 3607 световых лет (около 1106 парсеков) от Солнца. Видимая звёздная величина звезды — от +14,4m до +13,6m.

## Характеристики
Первый компонент — жёлто-белая звезда спектрального класса F. Радиус — около 2,14 солнечных, светимость — около 6,95 солнечных. Эффективная температура — около 6407 K.